# Кампеджине
Кампѐджине (на италиански: Campegine, на местен диалект Campéṣen, Кампезен) е градче и община в северна Италия, провинция Реджо Емилия, регион Емилия-Романя. Разположено е на 35 m надморска височина. Населението на общината е 5118 души (към 2010 г.).